# Bromus laevipes
Bromus laevipes là một loài thực vật có hoa trong họ Hòa thảo. Loài này được Shear mô tả khoa học đầu tiên năm 1900.

## Hình ảnh

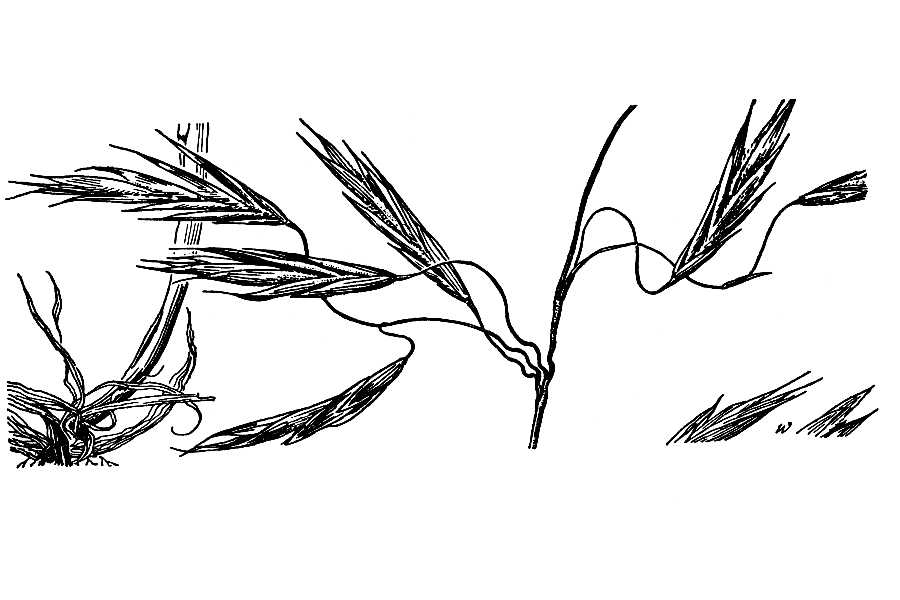